# ۲۰۲۳

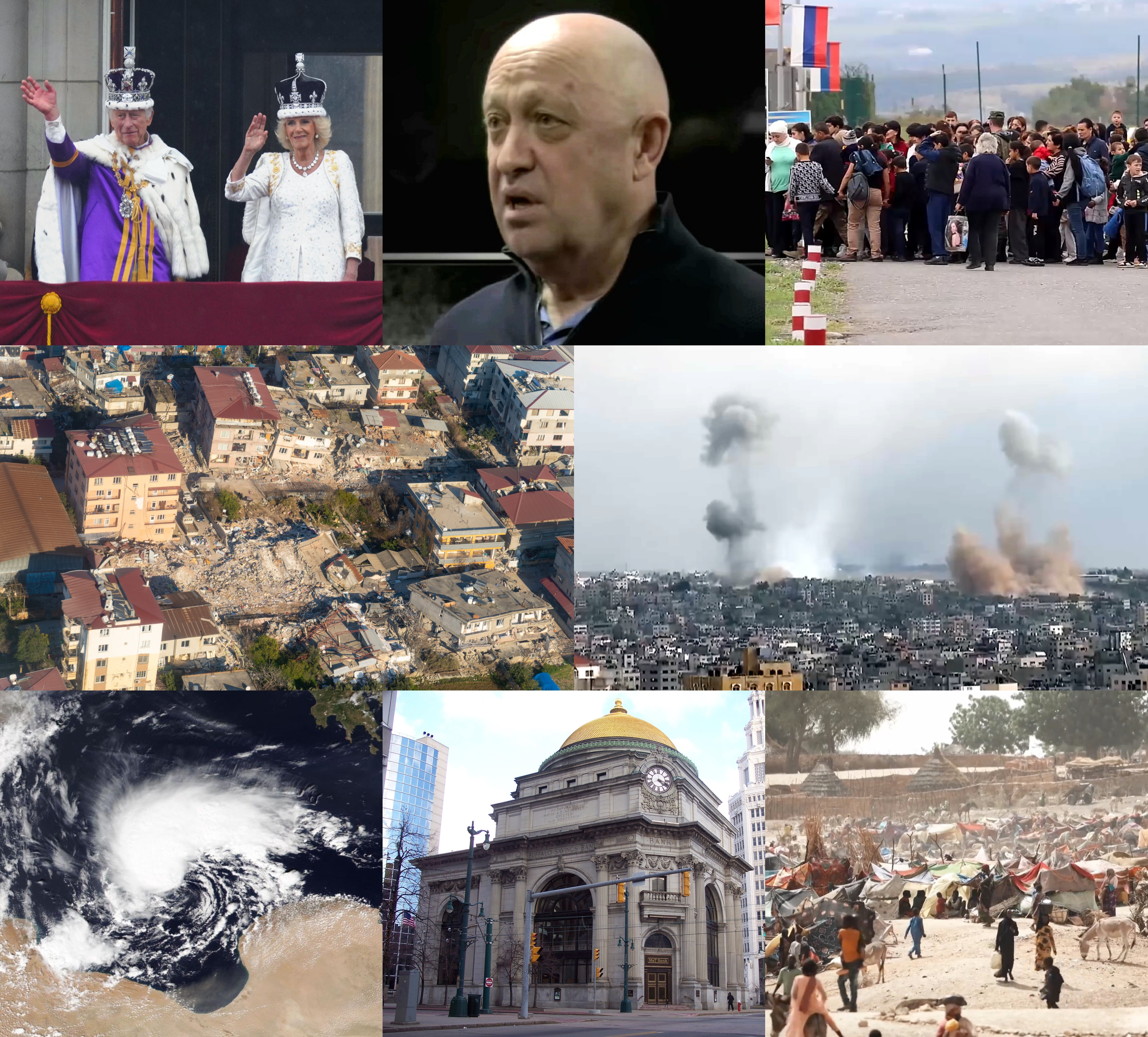
رویدادهای مهم در سال ۲۰۲۳

۲۰۲۳ دو هزار و بیست و سومین سال تقویم میلادی است. سازمان ملل متحد ۲۰۲۳ را به‌عنوان سال بین‌المللی ارزان معرفی کرده‌است.

## مناسبت‌ها
۱ ژانویه آغاز سال۲۰۲۳

## رویدادها
- ۲۰ آوریل خورشیدگرفتگی مرکب ساعت ۴:۱۷:۵۶ و مدت زمان خورشیدگرفتگی ۱ دقیقه و ۱۶ ثانیه است.
- ۱۴ اکتبر خورشیدگرفتگی حلقه‌ای ساعت ۱۸:۰۰:۴۱ و مدت زمان این خورشیدگرفتگی ۵ دقیقه ۱۷ ثانیه است.
- ۶ فوریه زلزله با قدرت ۷٫۸ ریشتر سوریه و ترکیه لرزاند و ۵۹۲۵۹ نفر کُشته و ۱۲۱۷۰۴ نفر مجروح و ۲۹۷ نفر مفقود شدند.
- ۲۰ ژوئیه آغاز جام جهانی فوتبال زنان ۲۰۲۳ به میزبانی استرالیا و نیوزلند.
- ۲۰ اوت پایان جام جهانی فوتبال زنان ۲۰۲۳ با قهرمانی اسپانیا و بوسه جنجالی لوئیس روبیالس رئیس فدراسیون فوتبال اسپانیا بر لبان جنیفر هرموسو در مراسم اهدای جام این رقابت ها.
- ۲۵ اوت آغاز مسابقات جام جهانی بسکتبال ۲۰۲۳.
- ۲۳ سپتامبر آغاز بازی‌های آسیایی ۲۰۲۲ به میزبانی هانگژو چین که ابتدا قرار بود در سال ۲۰۲۲ برگزار شود اما به دلیل دنیاگیری کووید-۱۹ در سال ۲۰۲۳ برگزار شد.
- ۷ اکتبر آغاز جنگ ۲۰۲۳ بین غزه و اسرائیل با حمله غافلگیرانه نیرو های حماس به مناطق اشغالی فلسطین .
- 11 اکتبر و زلزله به بزرگی 6،3 در ساعت 2:41 شب ترکمنستان ، ایران ، ازبکستان ، و افغانستان به وقوع پیوست که مرکز آن منطقه زنده جان افغانستان بود. تلفات این حادثه 2000 نفر قربانی داشت.

## درگذشتگان

### ژانویه
- ۶ ژانویه - جانلوکا ویالی، بازیکن فوتبال اهل ایتالیا.
- ۹ ژانویه - ملیندا دیلون، بازیگر اهل آمریکا.
- ۱۰ ژانویه - کنستانتین دوم، پادشاه یونان.
- ۱۲ ژانویه - لیسا مری پرسلی، خواننده آمریکایی.
- ۱۳ ژانویه - جولیان سندز، بازیگر انگلیسی.
- ۱۷ ژانویه - لوسیل راندون، یکی از افراد فهرست پیرترین انسان‌ها با عمر تأییدشده.
- ۱۹ ژانویه - شهروز ملک آرایی، صدا پیشه اهل ایران.
- ۲۳ ژانویه - پاتریزیو بیلیو، بازیکن فوتبال اهل ایتالیا.

### فوریه
- ۵ فوریه - پرویز مشرف، دهمین رئیس‌جمهور پاکستان.
- ۲۵ فوریه - شهرام عبدلی، بازیگر ایرانی.

### مارس
- ۱ مارس - ژوست فونتن، بازیکن فوتبال اهل فرانسه.
- ۳ مارس - تام سایزمور، بازیگر آمریکایی.
- ۵ مارس - قوی خان، بازیگر پاکستانی.
- ۱۷ مارس - لنس ردیک،  بازیگر آمریکایی.
- ۲۰ مارس - آنیتا تالاگ، خواننده نروژی.

### آوریل
- ۵ آوریل - کیومرث پوراحمد، کارگردان و نویسنده اهل ایران.
- ۱۹ آوریل - مون‌بین، بازیگر، خواننده و مدل اهل کره جنوبی.

### ژوئن
- ۹ ژوئن - فیروز نادری، دانشمند ایرانی-آمریکایی.
- ۲۹ ژوئن - آلن آرکین، بازیگر و کارگردان آمریکایی.
- ۳۰ ژوئن - فریماه فرجامی، بازیگر ایرانی.

### ژوئیه
- ۱۰ ژوئیه - احمدرضا احمدی، شاعر اهل ایران.
- ۱۱ ژوئیه - میلان کوندرا، نویسنده اهل جمهوری چک.
- ۱۱ ژوئیه - ر. اعتمادی، نویسنده اهل ایران.
- ۱۳ ژوئیه - جوزفین چاپلین، بازیگر و دختر چارلی چاپلین.

### اوت
- ۲۲ اوت - ابراهیم گلستان، کارگردان ایرانی.
- ۳۱ اوت - گیل هانیکات، بازیگر و نویسنده آمریکایی.

### سپتامبر
- ۱۵ سپتامبر - بیلی میلر، بازیگر آمریکایی.
- ۱۹ سپتامبر - آرش میراحمدی، بازیگر و کمدین ایرانی.
- ۲۲ سپتامبر - جورجو ناپولیتانو، یازدهمین رئیس‌جمهور ایتالیا
- ۲۷ سپتامبر - مایکل گمبون، بازیگر ایرلندی-انگلیسی، مشهور به خاطر ایفای نقش دامبلدور در مجموعه فیلم های هری پاتر.

### اکتبر
- ۶ اکتبر - آتیلا پسیانی، بازیگر ایرانی.
- ۷ اکتبر - ترنس دیویس، فیلم‌نامه‌نویس و کارگردان انگلیسی.
- ۱۲ اکتبر - لارا پارکر، بازیگر آمریکایی.
- ۱۴ اکتبر - پایپر لوری، بازیگر آمریکایی.
- ۱۴ اکتبر - داریوش مهرجویی، کارگردان ایرانی.
- ۲۸ اکتبر - متیو پری، بازیگر آمریکایی.

### نوامبر
- ۱۹ نوامبر - روزالین کارتر، نویسنده، همسر جیمی کارتر و بانوی اول ایالات متحده آمریکا.
- ۲۵ نوامبر - بیتا فرهی، بازیگر ایرانی.
- ۲۹ نوامبر - هنری کیسینجر، سیاستمدار و دیپلمات آمریکایی.

### دسامبر
- ۲ دسامبر - شاهرخ شاهید، خواننده اهل ایران.
- ۵ دسامبر - نورمن لیر، تهیه کننده آمریکایی.
- ۱۶ دسامبر - نواف احمد جابر الصباح، ششمین امیر کویت.
- ۲۲ دسامبر - ناصر طهماسب، بازیگر و صدا پیشه ایرانی.
- ۲۷ دسامبر - لی سون کیون، بازیگر اهل کره جنوبی.
- ۳۰ دسامبر - تام ویلکینسون، بازیگر بریتانیایی.